# Dalima nubilata
Dalima nubilata är en fjärilsart som beskrevs av George Francis Hampson 1895. Dalima nubilata ingår i släktet Dalima och familjen mätare. Inga underarter finns listade i Catalogue of Life.